# McFarlan
McFarlan är en kommun (town) i Anson County i North Carolina. Vid 2020 års folkräkning hade McFarlan 94 invånare.